# Chrysoprasis aeneicollis
Chrysoprasis aeneicollis là một loài bọ cánh cứng trong họ Cerambycidae.